# Gruppo di UGC 4593
Il Gruppo di UGC 4593 comprende almeno quattro galassie situate nella costellazione dell'Orsa Maggiore.

## Descrizione
La distanza media tra il centro di massa di questo gruppo e la nostra Via Lattea è di circa 181 milioni di anni luce (55,6 Mpc).

## Membri
Nella tabella sottostante sono riportati i membri del gruppo indicati da Garcia nel suo articolo del 1993.
| Nome     | Classificazione | Tipologia       | RA (J2000.0)  | DEC (J2000.0) | Velocità radiale (km/s) | Magnitudine apparente | Distanza di Hubble | Dimensioni (kal) |
| -------- | --------------- | --------------- | ------------- | ------------- | ----------------------- | --------------------- | ------------------ | ---------------- |
| UGC 4593 | S?              | Spirale         | 08h 48m 59.8s | 70° 06′ 35″   | 3626 ± 9                | 13,4 ± 0,4            | 54,4 ± 3,8         | 38               |
| NGC 2650 | SB(rs)b         | Spirale barrata | 08h 49m 58.3s | 70° 17′ 58″   | 3826 ± 6                | 13,3                  | 57,3 ± 4,0         | 98               |
| UGC 4697 | SBcd?           | Spirale barrata | 09h 00m 12.3s | 70° 01′ 11″   | 3733 ± 4                | 14,07                 | 56,0 ± 3,9         | 86               |
| MK 95    | Sb?             | Spirale         | 08h 49m 25.4s | 70° 09′ 48″   | 3649 ± 7                | 14,85                 | 54,7 ± 3,8         | 23               |

Il sito DeepskyLog permette di trovare agevolmente le costellazioni in cui sono situate le galassie; in alternativa si possono utilizzare le coordinate delle galassie per individuarle. Se non altrimenti indicato, le coordinate sono quelle fornite dal sito NASA/IPAC (National Aeronautics and Space Administration / Infrared Processing and Analysis Center).